# Віт-Ридж (Колорадо)
Віт-Ридж (англ. Wheat Ridge) — місто (англ. city) в США, в окрузі Джефферсон штату Колорадо. Населення — 32 398 осіб (2020).

## Географія
Віт-Ридж розташований за координатами 39°46′20″ пн. ш. 105°6′11″ зх. д. / 39.77222° пн. ш. 105.10306° зх. д. (39.772326, -105.103009).  За даними Бюро перепису населення США в 2010 році місто мало площу 24,73 км², з яких 24,09 км² — суходіл та 0,63 км² — водойми.

### Клімат
| Клімат : Віт-Ридж     | Клімат : Віт-Ридж | Клімат : Віт-Ридж | Клімат : Віт-Ридж | Клімат : Віт-Ридж | Клімат : Віт-Ридж | Клімат : Віт-Ридж | Клімат : Віт-Ридж | Клімат : Віт-Ридж | Клімат : Віт-Ридж | Клімат : Віт-Ридж | Клімат : Віт-Ридж | Клімат : Віт-Ридж | Клімат : Віт-Ридж |
| Показник              | Січ.              | Лют.              | Бер.              | Квіт.             | Трав.             | Черв.             | Лип.              | Серп.             | Вер.              | Жовт.             | Лист.             | Груд.             | Рік               |
| Середній максимум, °C | 6,1               | 8,3               | 12,2              | 16,1              | 21,1              | 27,8              | 31,1              | 30,0              | 25,0              | 18,9              | 10,6              | 6,7               | 17,8              |
| Середній мінімум, °C  | −9,4              | −7,2              | −3,9              | 1,1               | 6,7               | 11,7              | 15,0              | 13,9              | 8,3               | 2,2               | −5                | −8,9              | 2,2               |
| Норма опадів, мм      | 13                | 13                | 33                | 48                | 58                | 41                | 56                | 46                | 28                | 25                | 25                | 15                | 401               |
| --------------------- | ----------------- | ----------------- | ----------------- | ----------------- | ----------------- | ----------------- | ----------------- | ----------------- | ----------------- | ----------------- | ----------------- | ----------------- | ----------------- |
| Джерело: Weatherbase  |                   |                   |                   |                   |                   |                   |                   |                   |                   |                   |                   |                   |                   |

## Демографія
Згідно з переписом 2010 року, у місті мешкало 30 166 осіб у 13 976 домогосподарствах у складі 7489 родин. Густота населення становила 1220 осіб/км².  Було 14868 помешкань (601/км²).
Расовий склад населення:
| - 85,6 % — білих - 1,6 % — азіатів - 1,2 % — корінних американців - 1,2 % — чорних або афроамериканців - 0,1 % — вихідців з тихоокеанських островів - 6,9 % — осіб інших рас |

До двох чи більше рас належало 3,4 %. Частка іспаномовних становила 20,9 % від усіх жителів.
За віковим діапазоном населення розподілялося таким чином: 18,7 % — особи молодші 18 років, 62,7 % — особи у віці 18—64 років, 18,6 % — особи у віці 65 років та старші. Медіана віку мешканця становила 43,7 року. На 100 осіб жіночої статі у місті припадало 94,4 чоловіків;  на 100 жінок у віці від 18 років та старших — 91,8 чоловіків також старших 18 років.
Середній дохід на одне домашнє господарство  становив 65 422 долари США (медіана — 47 841), а середній дохід на одну сім'ю — 80 606 доларів (медіана — 61 725). Медіана доходів становила 48 088 доларів для чоловіків та 40 415 доларів для жінок. За межею бідності перебувало 13,6 % осіб, у тому числі 20,4 % дітей у віці до 18 років та 8,0 % осіб у віці 65 років та старших.
Цивільне працевлаштоване населення становило 15 480 осіб. Основні галузі зайнятості: освіта, охорона здоров'я та соціальна допомога — 20,3 %, науковці, спеціалісти, менеджери — 14,9 %, роздрібна торгівля — 11,7 %, мистецтво, розваги та відпочинок — 11,0 %.